# Згорлякевич Олександр
Олександр Згорлякевич (11 вересня 1897 с. Криве, Ліський повіт — 8 квітня 1979, м. Варшава, Польща) — український військовик, учасник Національно-Визвольних змагань, I-го Конгресу Українських Націоналістів, керівник відділу УВО у Гданську.

## Життєпис

Перший Конґрес Українських Націоналістів у Відні, 1929 рік. Сидять зліва направо 1 ряд: Юліан Вассиян, Дмитро Андрієвський, Микола Капустянський, Євген Коновалець, Микола Сціборський, Яків Моралевич, Володимир Мартинець, Микола Вікул. Стоять зліва направо 2 ряд: Іван Малько, Осип Бойдуник, Максим Загривний, Євген Зиблікевич, Петро Кожевників, Дмитро Демчук, Леонід Костарів, Олесь Бабій, Ріко Ярий, Михайло Антоненко, Зенон Пеленський. Стоять зліва направо 3 ряд : Юрій Руденко, Ярослав Барановський, Степан Охримович, Степан Ленкавський, Андрій Федина, Ярослав Герасимович, Теофіл Пасічник-Тарнавський, Олександр Згорлякевич

Народився 11 вересня 1897 року в селі Криве Ліського повіту.
Закінчив Перемиську гімназію у 1923 році. Був членом Пласту.
Воював у складі УГА, мав ранг сотника.
Навчався на факультеті будівництва мостів Політехнічного Інституту в Данцігу. Співзасновник студентської організації «Чорноморе».
Активний член УВО, керівник відділу в Данцігу. Працював інструктором на військових вишколах.
Був учасником I-го Конгресу Українських Націоналістів 1929 року у Відні, працював у військовій комісії. Згодом емігрував до Німеччини, член закордонного відділу ОУН в Берліні.
Покинув політичну діяльність. Працював над будівництвом мостів через Віслу.
Помер 8 квітня 1979 року у Варшаві. Похований у Перемишлі.